# Atletismo nos Jogos Pan-Americanos de 1987 - 100 m com barreiras feminino
As provas dos 100 m com barreiras feminino nos Jogos Pan-Americanos de 1987 foram realizadas em 14 e 15 de agosto em Indianápolis, Estados Unidos.

## Medalhistas
| Ouro                              | Prata                                  | Bronze                 |
| LaVonna Martin USA Estados Unidos | Stephanie Hightower USA Estados Unidos | Aliuska López CUB Cuba |

## Resultados

### Eliminatórias
| Posição | Eliminatória | Nome                | Nacionalidade      | Tempo | Notas |
| ------- | ------------ | ------------------- | ------------------ | ----- | ----- |
| 1       | 1            | LaVonna Martin      | USA Estados Unidos | 13.02 | Q, PR |
| 2       | 1            | Nancy Vallecilla    | ECU Equador        | 13.16 | Q, NR |
| 3       | 1            | Karen Nelson        | CAN Canadá         | 13.54 | Q     |
| 4       | 1            | Odalys Adams        | CUB Cuba           | 13.73 | q     |
| 1       | 2            | Stephanie Hightower | USA Estados Unidos | 13.11 | Q     |
| 2       | 2            | Aliuska López       | CUB Cuba           | 13.47 | Q     |
| 3       | 2            | Sandra Tavares      | MEX México         | 13.63 | Q     |
| 4       | 2            | Beatriz Capotosto   | ARG Argentina      | 14.08 | q     |

### Final
Vento: +1.9 m/s
| Posição           | Raia | Nome                | Nacionalidade      | Tempo | Notas |
| ----------------- | ---- | ------------------- | ------------------ | ----- | ----- |
| Medalha de ouro   | 5    | LaVonna Martin      | USA Estados Unidos | 12.81 | PR    |
| Medalha de prata  | 3    | Stephanie Hightower | USA Estados Unidos | 12.82 |       |
| Medalha de bronze | 6    | Aliuska López       | CUB Cuba           | 12.91 |       |
| 4                 | 4    | Nancy Vallecilla    | ECU Equador        | 13.20 |       |
| 5                 |      | Odalys Adams        | CUB Cuba           | 13.33 |       |
| 6                 | 1    | Karen Nelson        | CAN Canadá         | 13.38 |       |
| 7                 | 2    | Sandra Tavares      | MEX México         | DNF   |       |